# Xã Brazeau, Quận Perry, Missouri
Xã Brazeau (tiếng Anh: Brazeau Township) là một xã thuộc quận Perry, tiểu bang Missouri, Hoa Kỳ. Năm 2010, dân số của xã này là 1.100 người.